# Stiff Upper Lip Tour Edition
Stiff Upper Lip Tour Edition — подвійний альбом гурту AC/DC, що включає їх попередній альбом — Stiff Upper Lip та записи з концертів і відео гурту.

## Список композицій
Зміст першого диску є ідентичним змісту Stiff Upper Lip.
Зміст другого диску:
1. «Cyberspace» — 2:57
2. «Back in Black» (живе виконання) — 4:09
3. «Hard as a Rock» (живе виконання) — 4:49
4. «Ballbreaker» (живе виконання) — 4:39
5. «Whole Lotta Rosie» (живе виконання) — 5:26
6. «Let There Be Rock» (живе виконання) — 11:53
7. «Stiff Upper Lip» (відео) — 3:50
8. «Safe in New York City» (відео) — 4:01
9. «Satellite Blues» (відео) — 3:55